# Port de Sagunt
El Port de Sagunt és un nucli urbà costaner del municipi de Sagunt, que està situat en la desembocadura del riu Palància i al nord de la província de València. És el nucli urbà més gran del Camp de Morvedre, amb 44.428 habitants (2019).

## Situació
Situat 4 km a l'est-sud-est del nucli antic de Sagunt, comprén la part oriental central del terme municipal, des de l'Av. Ramón y Cajal fins a la costa. Al nord, fita amb el municipi de Canet d'en Berenguer i es troba a l'oest de la mar Mediterrània.

## Història

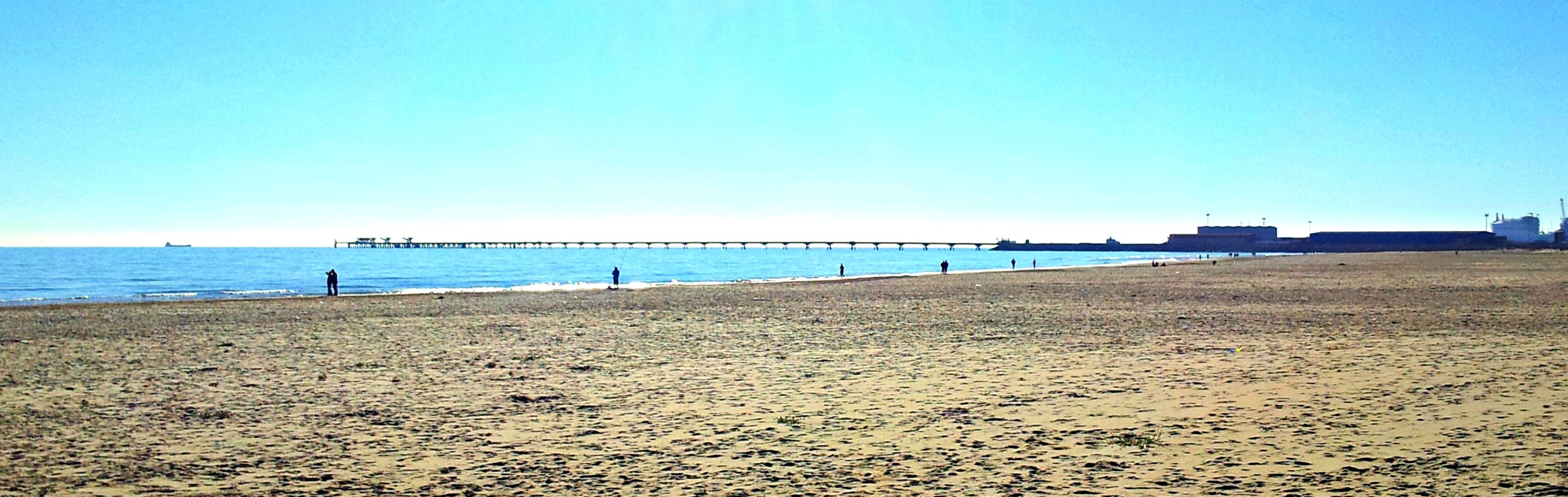
Platja del Port de Sagunt, amb el port al fons.

Deu el seu nom al port de la localitat, a partir del qual es va desenvolupar l'activitat industrial i comercial, la qual es manté en l'actualitat. Ja durant el darrer terç del segle xx, va ser clau en el seu creixement l'explotació de la planta siderúrgica integral de Sagunt, gestionada per Altos Hornos del Mediterráneo (1971-1984), així com l'atracció turística de la Platja del Port de Sagunt. Prop del nucli del Port s'ubica l'Hospital de Sagunt, d'àmbit supracomarcal i interprovincial.
El 2017 l'Ajuntament de Sagunt, la Generalitat Valenciana i l'Autoritat Portuària de València acordaren la construcció d'un ramal de la CV-309 per donar un accés nou al Port de Sagunt.

## Demografia

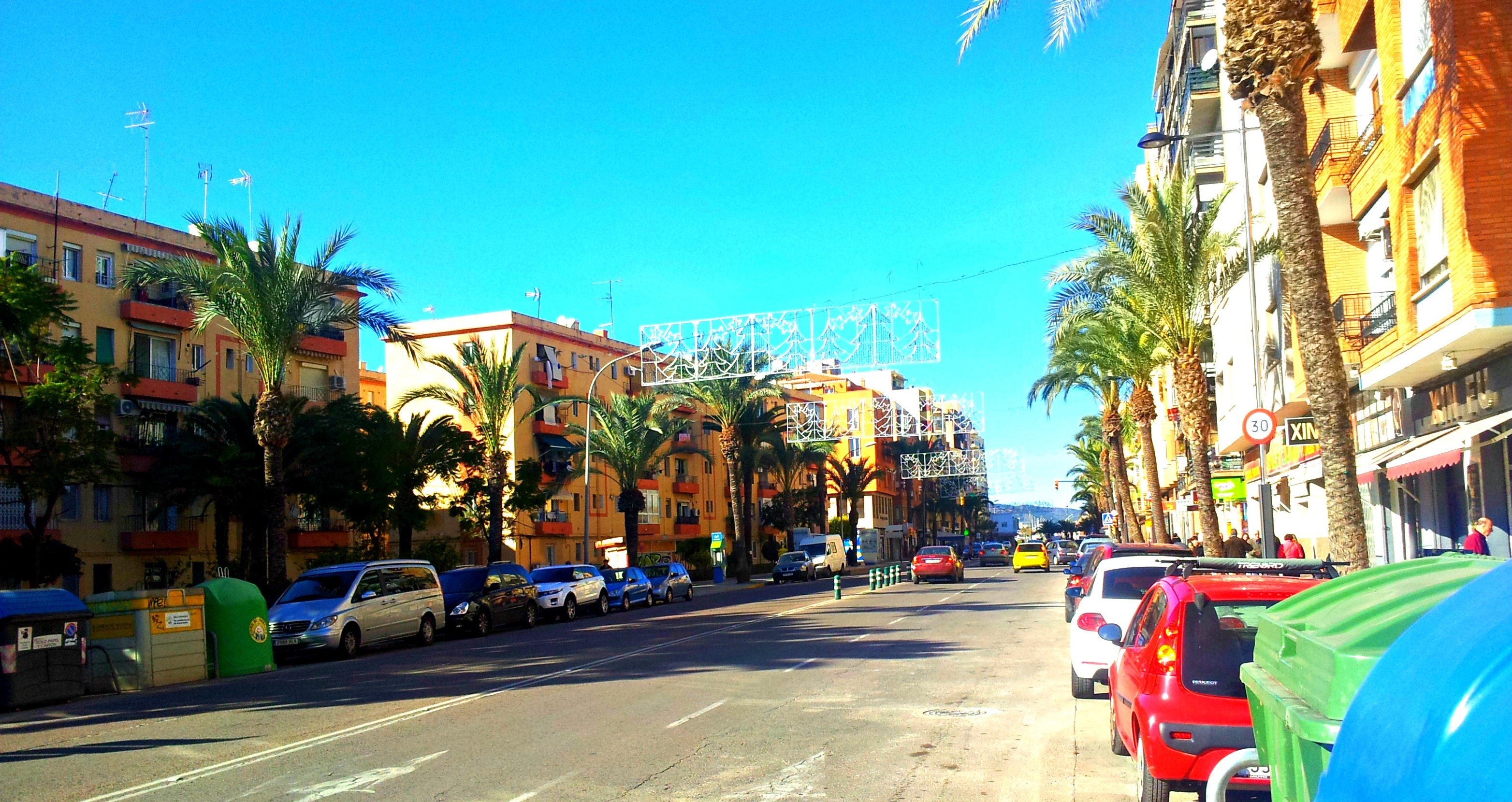
Avinguda de la Hispanitat-Camp de Morvedre, centre neuràlgic del Port.

El Port tenia 44.428 habitants l'any 2019 segons l'INE.